# 金融城东站
金融城东站位于中华人民共和国四川省成都市锦江区国瑞街与泰宁三路交叉口，是成都地铁6号线、9号线的一座地下换乘车站，亦是9号线的东端终点站。于2020年12月18日随6号线以及9号线的开通而投入使用。
本站在规划阶段曾用名“金融中心东站”，2016年8月23日，因附近的三色路（现国瑞街）拟命名为“三色路站”，2018年11月28日，本站由三色路站更名为金融城东站。

## 车站结构
本站为地下三层岛式站台，其中6号线位于地下二层，9号线位于地下三层。
| 地面       |                                | 出入口                           |            |
| 地下 一层  | 站厅层                         | 安检、售票机、站内商店           |            |
| 地下 二层  |                                | 6号线列车往望丛祠方向 （金石路） |            |
| 地下 二层  |                                | 岛式站台，左边车门将会开启       | 洗手间标志 |
| 地下 二层  | 6号线列车往兰家沟方向 （中和） |                                  |            |
| 地下 三层  |                                | 9号线列车终点站                  |            |
| 地下 三层  | 洗手间标志                     | 岛式站台，左边车门将会开启       |            |
| 地下 三层  | 9号线列车往黄田坝方向 （心岛） |                                  |            |
| 洗手间标志 |                                |                                  |            |

## 出入口
|          |                     |                                              |      |
|          |                     |                                              |      |
| 出口编号 | 设施                | 出口指示                                     | 照片 |
|          | 无障碍电梯          | 泰宁三路、国瑞街、国华街、锦尚大桥           |      |
| 出口 · B | 无障碍卫生间 哺乳室 | 泰宁三路、国瑞街、国华街、锦尚大桥           |      |
| 出口 · D | 无障碍电梯          | 泰宁三路、国瑞街、国泰街                     |      |
| 出口 · E |                     | 暂不开放                                     |      |
| 出口 · F |                     | 泰宁三路、国祥街、国安街、祝国寺西路、国瑞街 |      |